# Feu sur l'Amazone
Pour plus de détails, voir Fiche technique et Distribution.
Feu sur l'Amazone (Fire on the Amazon) est un film d'aventure américano-péruvien réalisé par Luis Llosa, sorti en 1993.
En France, il a fait l'objet d'une exploitation directe en DVD en 2008, puis en Blu-Ray Disc en 2011 avec un titre différent.

## Synopsis
Dans les profondeurs de la jungle chaude et humide de l’Amazone, une militante aide un reporter photographe sans aucune vergogne dans l’enquête sur l’assassinat d’un célèbre militant pour l’environnement.

## Fiche technique
- Titre français TV : Feu sur l'Amazone
- Titre original : Fire on the Amazon
- Titre français Dvd : Fire on the Amazon
- Titre français Blu-Ray : Fire & Amazon
- Réalisation : Luis Llosa
- Scénario : Catherine Cyran, Beverly Gray & Luana Anders (créditée sous le pseudonyme de Margo Blue)
- Musique : Roy J. Ravio
- Photographie : Pili Flores Guerra
- Montage : Michael Thibault
- Production : Luis Llosa
- Société de production : Concorde-New Horizons
- Pays de production :  États-Unis,  Pérou
- Langue : Anglais, Espagnol
- Format : Couleur - Ultra Stéréo - 1.85:1
- Genre : Aventures, Drame
- Durée : 77 min
- Date de sortie : 1993

## Distribution
- Sandra Bullock (VF : Déborah Perret) : Alyssa Rothman
- Craig Sheffer (VF : Pierre-François Pistorio) : R. J. O'Brien
- Juan Fernández (en) : Ataninde
- Judith Chapman : Sandra
- Jorge Garcia Bustamante (VF : Pascal Renwick): Valdez
- Ramsay Ross : Pistoleiro
- David Elkin : Lucavida